# Manuel María Moreno y Vásquez
Manuel María Moreno y Vásquez (Nueva España - Cádiz, España, 4 de septiembre de 1811) fue un canónigo y diputado novohispano que representó a la provincia de Sonora en las Cortes de Cádiz.

## Semblanza biográfica
Fue canónigo racionero de la iglesia de Puebla. El 24 de abril de 1810, fue elegido diputado para representar a la provincia de Sonora en las Cortes de Cádiz. Recibió instrucciones por parte de la élite del ayuntamiento de Arizpe para ser leídas durante las sesiones a celebrarse. Viajó a Europa arribando a Cádiz el 18 de febrero de 1811, prestó juramento de su puesto el 26 de marzo.
Posiblemente su ideología era absolutista debido a que no se pronunció en contra del envío de tropas a Nueva España para combatir a los insurgentes, y a que no firmó, al igual que José Simeón de Uría y José Cayetano Foncerrada, un documento que de cierta forma justificaba los movimientos disidentes que habían estallado en Nueva España, ya que entonces se pretendía preservar la integridad del virreinato en caso de que la Península sucumbiése a los franceses. Murió el 4 de septiembre en Cádiz, su muerte fue anunciada por el presidente del Congreso. Fue el diputado Miguel Ramos Arizpe quien finalmente tomó como base las instrucciones recibidas por Moreno para exponer, en 1820, la descripción y necesidades de la provincia de Sonora.